# Eiler Holm
Eiler(t) Holm (2. april 1904 i København – 6. december 1965) var en dansk landsholdsspiller i fodbold.
I sin klubkarriere spillede Holm i perioden 1921-1934 i højreback hos Frem med hvem han vandt klubbens førstedet danske mesterskab 1923 efter en 2-1 sejer mod AGF. Og var også med til at vinde DM 1931 og 1933.
Holm debuterede på landsholdet i en venskabskamp mod Norge 1923 i Idrætsparken som Danmark vandt 2-1. Han nåede tre landskampe men måtte vente fem år på de sidste to landskampe i 1928 mod Tyskland og Sverige.